# 9K38 イグラ
9K38 イグラ（ロシア語: 9К38 «Игла́»（ロシア語で「針」の意）, 英: 9K38 Igla）は、ソビエト連邦が開発した携帯式防空ミサイルシステム（MANPADS）。NATOコードネームはSA-18 グロース（SA-18 Grouse、艦載型はSA-N-10）。初期型は9K310 イグラ-1（9К310 «Игла́-1»）と称され、SA-16 ギムレット（SA-16 Gimlet）というNATOコードネームが付与されている。

## 開発
ソビエト連邦は、近距離防空（VSHORAD）システムとして、1968年よりストレラ・ファミリーの運用を開始し、車載式としては9K31 ストレラ-1、携行式としては9K32 ストレラ-2が配備された。しかし、特に携行式（MANPADS）において交戦可能域の狭さが問題視されるようになり、改良型の9K34 ストレラ-3が開発されたものの、十分な解決には至らなかった。このことから、ソビエト連邦共産党中央委員会およびソビエト連邦閣僚会議は、1971年2月12日付け決議でソ連国防工業省機械製作設計局（KBM MOP）に対し、新世代のMANPADSの開発を提示した。しかし、開発開始後まもなく、技術的な困難から開発が難航することが明白となった。そのため、1978年5月6日付けのソビエト連邦大臣会議幹部会委員会の軍事産業問題に関する第114号決定で、その保険として簡易型の並行開発が採択した。簡易型は9K310と命名され、これをまず開発・配備したのちに、完全版としての9K38を配備することとされた。
9K310 イグラ-1システムは、1981年3月11日付けで制式採用され、完全版の9K38 イグラシステムは、1983年9月23日付けで制式採用された。

## 設計
9K310 イグラ-1システムは、簡単に言えば改良したストレラ-3のシーカーをつけたイグラシステムであった。使用する9M313ミサイルはストレラ-3システムの9M36ミサイルと比べると、
- 長波長赤外（LWIR）帯域に対応：硫化鉛（PbS）に代えて、アンチモン化インジウム（InSb）素子を導入
- IFFシステムの改良による同士討ちの防止
- 照準行程の自動化による応答時間の短縮
- ロケット・モーターの大型化と誘導装置の改良による射程の延伸

などの改良点があった。
9K38 イグラシステムは9M39ミサイルを使用しており、空力設計やモーター部分はイグラ-1システムで使用していた9M313ミサイルのものを踏襲しているが、アンチモン化インジウム素子と硫化鉛素子を併用することで2波長誘導とされており、妨害への抗堪性を向上させている。

## 運用
最初に開発された9K310は、イラク軍により湾岸戦争において実戦投入され、1991年1月17日、イギリス空軍のトーネード IDSを撃墜する戦果が記録されている。9K38 イグラはスルプスカ共和国軍により、1995年のNATOによるボスニア・ヘルツェゴビナ空爆の際に使用され、少なくとも1機のミラージュ2000を撃墜した。
2004年には、弾頭を大型化するとともに射程を延伸した9K338 イグラ-S（9К338 «Игла́-С»）が開発され、SA-24 グリンチ（SA-24 Grinch）というNATOコードネームが付与された。
9K310と9K38、9K338は9K31/9K32の後継として、東側諸国や発展途上国に輸出された。
朝鮮民主主義人民共和国（北朝鮮）では1990年代からライセンス生産を開始し、2000年代初頭に「HT-16PGJ」の名称で国産化、シリアやモザンビーク、ベトナムなどといった海外諸国に積極的に輸出した。またその利益は金正日の長男である金正男が運用していた。九州南西海域工作船事件でも工作船に搭載されていたが使用されず、のちに引き揚げられた。
後継として、2014年に9K333 ヴェルバが採用された。
2024年、ロシアのウクライナ侵攻の過程で、ウクライナ軍の女性がイグラを用いて巡航ミサイル（Kh-101 (ミサイル)）を破壊したとする映像が公開された。また、翌年にはSu-25を撃墜する映像が公開されている。

## 派生型

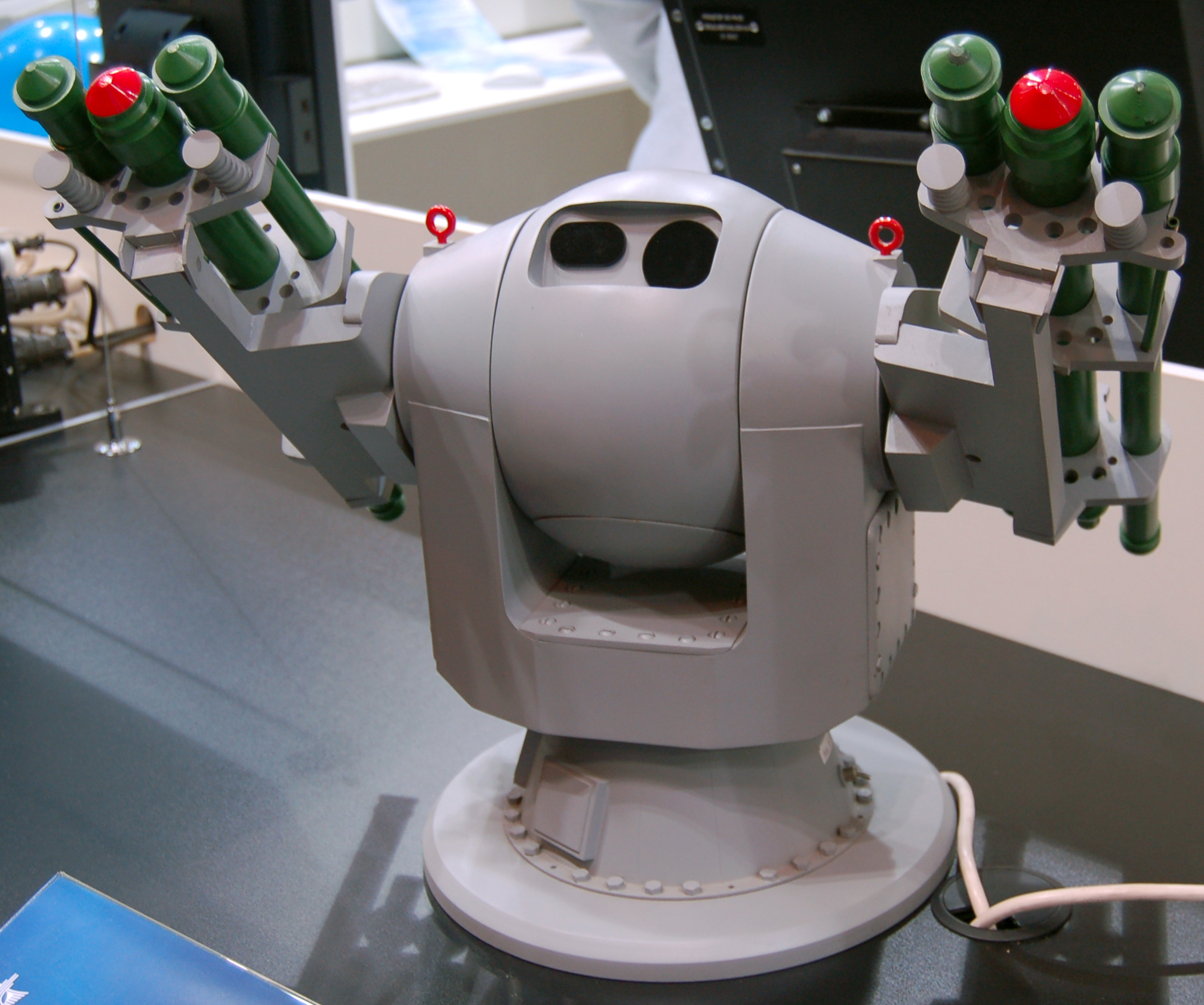
3M47 グブカ

イグラ-1E
9K310 イグラ-1の輸出型
9M39 イグラ-1V
Mi-24 ハインドなどの攻撃ヘリコプターから発射できる空中発射型
イグラ-M
艦艇に搭載する近接防空ミサイル型
イグラ-1M
9K38 イグラの発展型
9K338 イグラ-S
NATOコードネームはSA-24 グリンチ
シギート
支柱を伴う固定式の発射装置
3M47 グブカ・システム
光学射撃管制装置連動の3連装発射機2基を中核にした艦対空ミサイル。ブーヤン型コルベットなど、新しい小型艦艇に搭載されている。
HT-16PGJ
北朝鮮での9K310の派生型。FIM-92やロシアから入手した9K38に影響を受けており、9K38と同じシーカー機構を採用し、空力抵抗を考慮した設計がなされている。また3連装発射機2基で構成された近接防空ミサイル型も確認されており、近年の朝鮮人民軍海軍の新造艦艇に搭載されている。

## 採用国

### イグラ-1 / SA-16
- アンゴラ
- アルメニア
- アゼルバイジャン[注釈 1]
- ブルガリア
- クロアチア[注釈 2]
- キューバ
- エクアドル
- フィンランド
- ジョージア[注釈 3]
- ハンガリー
- イラン
- イラク
- ミャンマー
- 北マケドニア[注釈 4]
- パキスタン[注釈 5]
- 北朝鮮
- ペルー
- ポーランド
- ロシア
- スロバキア
- スロベニア
- ソビエト連邦
- シリア
- ウクライナ
- ボスニア・ヘルツェゴビナ
- アラブ首長国連邦
- ベトナム

### イグラ / SA-18
- アルメニア
- アゼルバイジャン
- ベラルーシ
- ブラジル
- ブルガリア
- エクアドル[注釈 6]
- エジプト[注釈 7]
- エリトリア
- フィンランド
- ハンガリー
- インドネシア
- インド[注釈 8]
- 北朝鮮
- イラン
- カザフスタン
- 北マケドニア
- ミャンマー
- マレーシア
- メキシコ[注釈 9]
- モロッコ[注釈 10]
- ペルー
- ロシア
- セルビア
- シンガポール[注釈 11]
- スリランカ
- スロバキア
- ソビエト連邦
- シリア
- タイ
- トルコ
- トルクメニスタン[注釈 12]
- ウクライナ
- ベネズエラ [22]
- ベトナム
- ジンバブエ

### イグラS / SA-24
- アゼルバイジャン[注釈 13]
- エジプト[注釈 14]